# William Willett

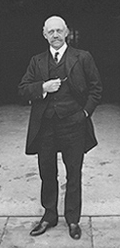
William Willett 1909

William Willett (* 10. August 1856 in Farnham; † 4. März 1915) gilt als Erfinder der Sommerzeit.

## Biografie
Willett wurde in der englischen Kleinstadt Farnham geboren und verbrachte den Großteil seines Lebens in Chislehurst. Nachdem er einige geschäftliche Erfahrung sammeln konnte, war er in der Baufirma seines Vaters tätig.
Die Idee zur Sommerzeit kam Willett angeblich bei einem frühmorgendlichen Ausritt, als er bemerkte, dass an sämtlichen Häusern noch die Rollläden geschlossen waren. Auf eigene Kosten gab Willett 1907 eine Schrift mit dem Titel The Waste of Daylight heraus. Hierin schlug er vor, dass die Uhren im Sommer um 80 Minuten vorgestellt werden sollten, um durch längere abendliche Helligkeit 2,5 Millionen Pfund an Beleuchtungskosten zu sparen. Nach Willetts Idee sollte die Uhr an vier aufeinanderfolgenden Sonntagen im April um jeweils 20 Minuten vor- und auf dieselbe Art im September wieder zurückgestellt werden.
Trotz Lobbyarbeit – so konnte Willett unter anderem die Unterstützung Winston Churchills gewinnen – vermochte sich die Sommerzeit in Großbritannien zunächst nicht durchzusetzen. Willett starb 1915 an Influenza, bevor 1916 die Sommerzeit zunächst in Deutschland und wenig später in Großbritannien eingeführt wurde.
Vor Willett erwähnte Benjamin Franklin bereits 1784 die Idee der Anpassung des Tagesrhythmus an die Stunden des Tageslichts. Im Gegensatz zu Willett schlug Franklin jedoch lediglich vor, dass die Menschen im Sommer früher aufstehen sollten.
Willett ist der Ururgroßvater von Coldplay-Frontsänger Chris Martin.